# Monticello, Haute-Corse
Monticello är en kommun i departementet Haute-Corse på ön Korsika i Frankrike. Kommunen ligger i kantonen L'Île-Rousse som tillhör arrondissementet Calvi. År 2022 hade Monticello 2 057 invånare.

## Befolkningsutveckling
Antalet invånare i kommunen Monticello
Referens:INSEE